# Zamia restrepoi
Zamie Zamia restrepoi je druh cykasu z čeledi zamiovité (Zamiaceae). Dříve byl znám pod názvem Chigua restrepoi. Druhý druh tohoto bývalého rodu, Chigua bernalii, je v současné taxonomii uváděn jako synonymum Zamia restrepoi. Je to 1 až 2 metry vysoký cykas s podzemním kmenem a dlouze stopkatými šišticemi. Mezi výjimečné znaky náleží zřetelná střední žilka na lístcích složených listů. Druh se vyskytuje na nevelkém území v severozápadní Kolumbii a je kriticky ohrožený. V České republice není pěstován.

## Etymologie
Druhový název restrepoi byl dán na počest kolumbijského amatérského botanika jménem Padre Sergio Restrepoi, který přispěl ke znovuobjevení tohoto cykasu a byl posléze v oblasti zavražděn. Dřívější rodové jméno Chigua pochází z domorodého označení pro zamie, používaného v některých oblastech Střední a Jižní Ameriky. Slovo chigua je součástí názvu jiné, rovněž kolumbijské zamie Zamia chigua, jedná se však zcela jiný druh. Názvy těchto dvou druhů bývají někdy zaměňovány.

## Popis
Kmeny Zamia restrepoi jsou podzemní, hlízovité a většinou nevětvené, 25 až 40 cm dlouhé a 7,5 až 15 cm široké. Listy jsou obvykle na jedné rostlině 2 až 4, jsou zpeřené, 1 až 2 metry dlouhé a asi 50 cm široké, s 50 až 60 cm dlouhým řapíkem. Listy jsou složené ze 20 až 30 párů vstřícných až střídavých, kopinatých lístků. Lístky jsou na okraji zubaté a mají na rozdíl od všech ostatních druhů rodu Zamia zřetelnou střední žilku. Samičí šištice jsou jednotlivé, válcovité, asi 15 cm dlouhé a 5 cm široké, vyrůstající na 25 až 30 cm dlouhé stopce. Na povrchu jsou rezavě plstnaté. Štítky sporofylů jsou šestiboké, asi 26 mm široké a 20 mm vysoké, se zřetelným hrbolem na každé straně šestiúhelníku. Semena jsou hladká, obalená červenou sarkotestou. Samčí šištice jsou po 3 až 4, řidčeji méně, 5 až 10 cm dlouhé a 1,5 až 2 cm široké, na povrchu rezavě plstnaté. Stopky je o něco kratší než u samičích šištic, asi 15 až 21 cm dlouhá. Štítky sporofylů jsou víceméně ploché, 15 mm široké a 3 až 6 mm vysoké.

## Rozšíření
Druh roste pouze v severozápadní Kolumbii v departmentu Antioquia, v provincii Cordoba, kde se vyskytuje v okolí řeky Sinu v nadmořských výškách od 75 do 150 metrů. Roste v podrostu tropického deštného lesa i na savaně.

## Taxonomie a historie
První vzorky tohoto cykasu sebral v roce 1918 Francis Whittier Pennell, přičemž tento sběr zahrnoval pouze jeden list a část hlízovitého kmene a neobsahoval žádné plodné části. Rostlina byla považována za zamii. Až v 80. letech 20. století bylo zjištěno, že na lístcích rostliny z tohoto sběru je přítomna střední žilka, což je jev u zamií neobvyklý. V letech 1986 a 1987 bylo posléze uspořádáno několik expedic, které měly za cíl znovunalezení této unikátní rostliny. Expedice byly úspěšné a v roce 1990 byl popsán nový rod a 2 druhy: Chigua restrepoi a Chigua bernalii, přičemž poslední z obou druhů byl znám pouze ve sterilním stavu, neboť plodné rostliny nebyly nalezeny. Rod Chigua se tak stal nejnověji popsaným rodem cykasů. Mezi zásadními znaky definujícími nový rod byla uváděna zejména přítomnost střední žilky na lístcích, podélné a dichotomicky větvené postranní žilky a velmi dlouze stopkaté šištice. Později bylo molekulárními fylogenetickými studiemi zjištěno, že rod Chigua tvoří jednu z vývojových větví uvnitř rodu Zamia. Proto byl druh Chigua restrepoi v roce 2009 vřazen do rodu Zamia jako Zamia restrepoi. V taxonomické studii z roku 2009 byl zpochybněn druh Chigua bernalii a název je uváděn jako synonymum Zamia restrepoi. Hlavním argumentem byl fakt, že znaky Ch. bernalii spadají do rozpětí znaků druhého druhu a fakt, že sympatrický výskyt dvou velmi blízce příbuzných druhů cykasů v podstatě ve stejné oblasti by byl v rámci cykasů zcela výjimečným jevem.

## Ohrožení
Zamie Zamia restrepoi je vedena v Červeném seznamu ohrožených druhů IUCN jako kriticky ohrožený druh. Je známa pouze z jediné oblasti, přičemž větší část biotopu byla zaplavena přehradou. Celková rozloha území, kde se vyskytuje, je pouze 5 až 10 km2. Druh se zde vyskytuje roztroušeně v podrostu degradovaného tropického deštného lesa. Při expedici v roce 2008 bylo nalezeno méně než 50 jedinců. Hlavními zdroji ohrožení mimo zaplavení přehradou je pastva dobytka a důlní činnost.

## Pěstování v Česku
Druh není pěstován v žádné české botanické zahradě.